# Contea di Civitella Ranieri
La contea di Civitella Ranieri era un feudo pontificio governato fino al 1817 dall'omonima nobile famiglia perugina: la sua felice collocazione - su un poggio dominante tre fiumi, tra cui il Tevere, e la strada che conduceva da Umbertide a Gubbio, nel ducato di Urbino - la rendeva un territorio strategico e appetibile.

## Storia

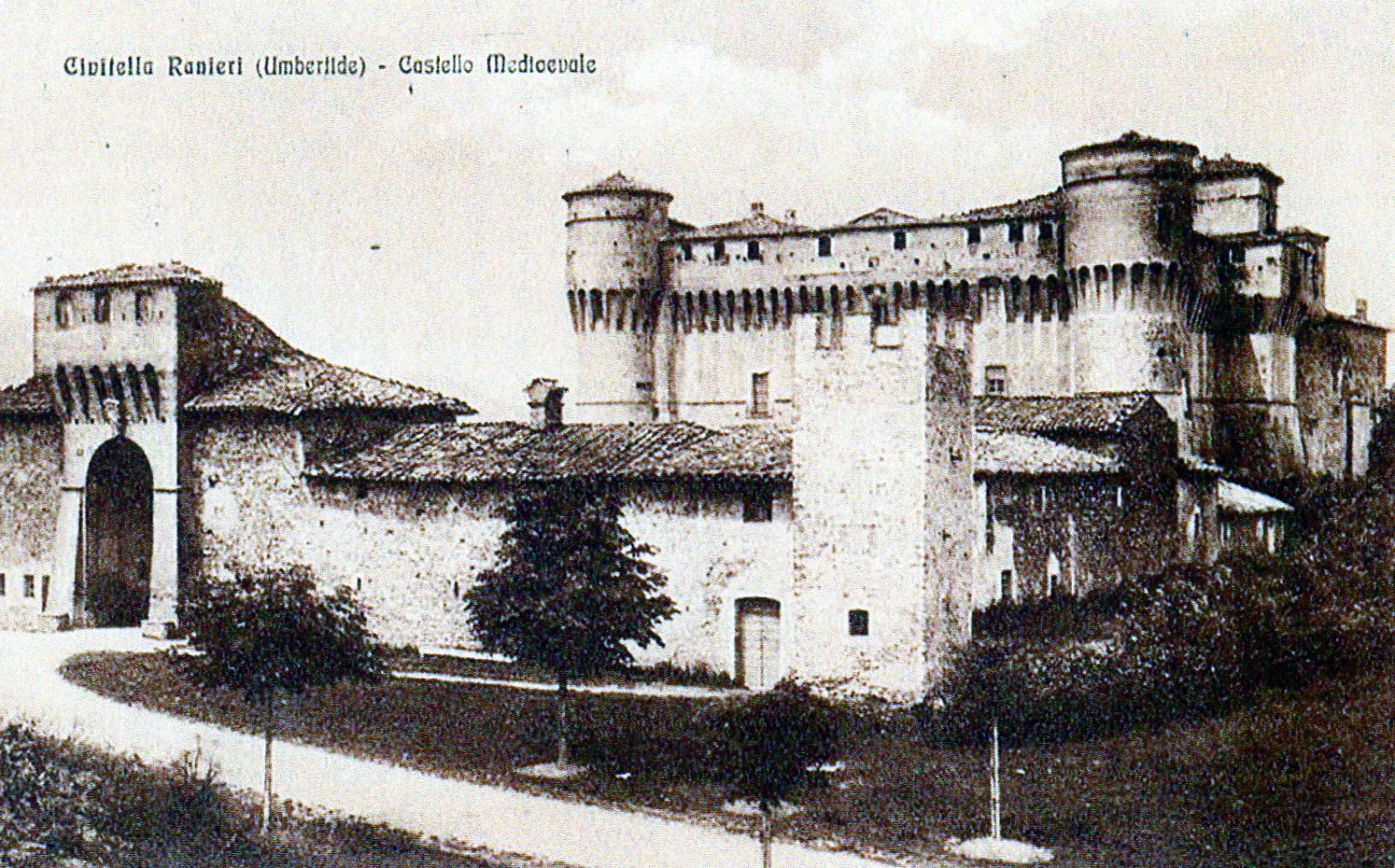
Il castello di Civitella Ranieri in un'immagine degli anni trenta

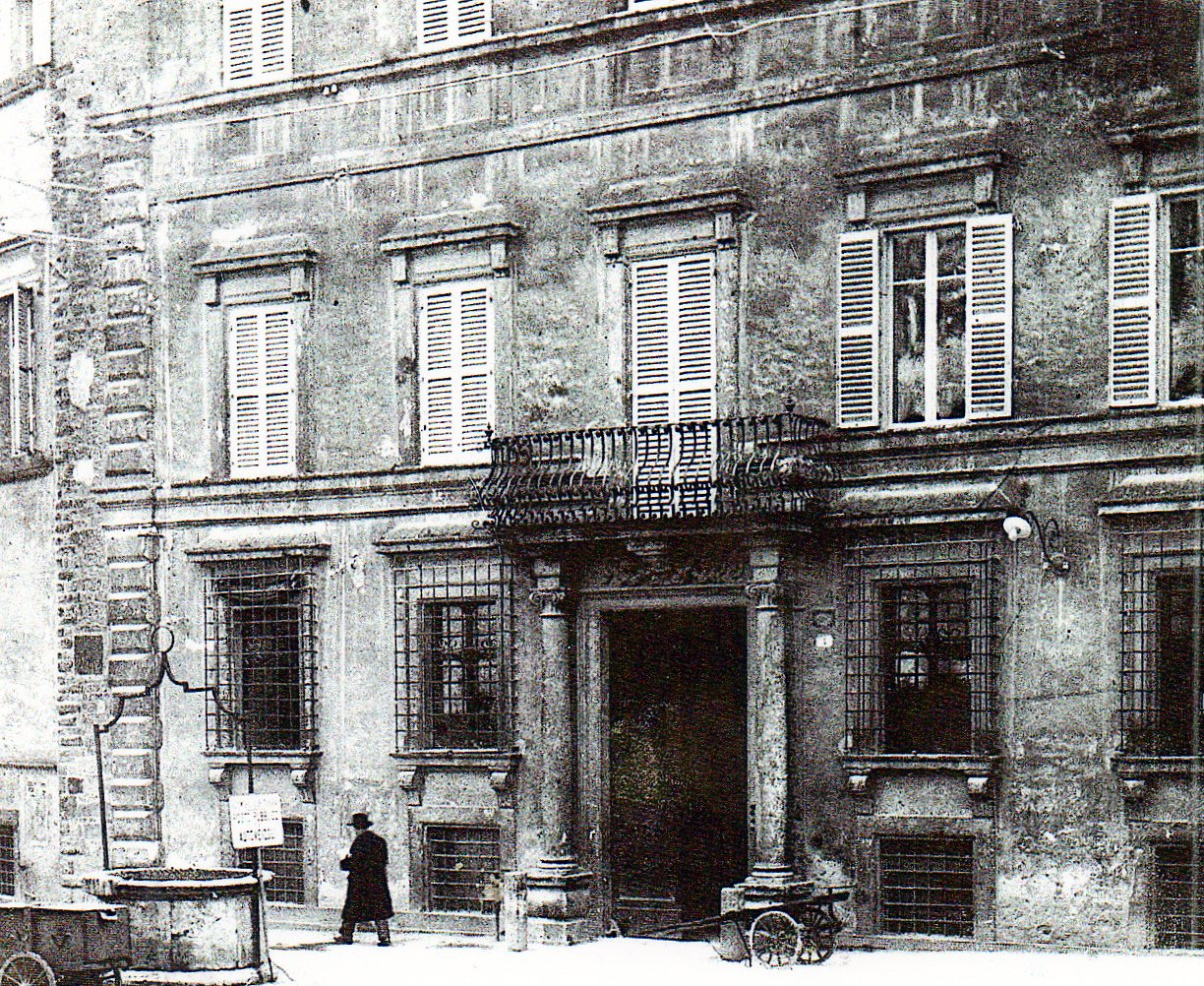
Il palazzo Ranieri di Sorbello, a Perugia, in un'immagine degli anni quaranta

Il castello e il borgo murato erano ubicati al centro della piccola contea, con una fitta boscaglia intorno che nascondeva il recinto merlato in cui si accedeva tramite la porta nord e la porta sud. Contesa tra Perugia, Città di Castello e Gubbio, Civitella riuscì a conservare la propria autonomia: nel 1078 Raniero I Ranieri, nipote di Uberto, diede inizio alla costruzione della cittadella, da cui deriverà il nome Civitella.
Uberto, capostipite della casata, giunse probabilmente dalla Sassonia, intorno al 970, al seguito dell'imperatore Ottone III o, secondo altre cronache, più semplicemente dal Monferrato. Da lui discesero molti rami della stirpe - tra cui uno nella repubblica di Venezia - ma, alla fine, sopravvisse fino ai nostri giorni solo quello di Civitella.
Civitella, a causa dell'importanza della sua posizione, subì seri tentativi di occupazione, tra cui, nel 1360, quello di Arlotto Michelotti.
Nel 1443 l'imperatore Sigismondo, in Perugia, le conferì il rango di feudo nobile con tutti i privilegi connessi che saranno aboliti soltanto nel 1807 in seguito all'applicazione del Codice napoleonico.
La contea fu, pertanto, ghibellina nei primi tempi, poi, e fino all'estinzione, un feudo papale, anche se i contrasti, per motivi tributari, tra i reggenti e il governo pontificio furono tanti.
Nel 1491 i possedimenti dei Ranieri sottostarono ad un altro grave saccheggio nell'ambito delle annose controversie tra i Baglioni e gli Oddi.
Il territorio faceva parte della diocesi di Gubbio e il rettore della chiesa settecentesca di san Cristoforo, all'interno della cerchia muraria, aveva il titolo di arciprete: il Santo era il patrono della famiglia e della contea.
Il più noto personaggio dei Ranieri fu Ruggero II Cane (1352-1441), figlio di Costantino, estromesso dai suoi domini dai Michelotti di Perugia. Condottiero e capitano di ventura, riconquistò nel 1407 Civitella e la ricostruì. Nel 1426 papa Martino V insignì Ruggero Cane del titolo di conte, dietro elargizione di 133 fiorini d'oro: Paolo III (1544) e Paolo V (1612) confermeranno tale privilegio. Il Cane, morì a 89 anni nel 1441 e fu sepolto nel duomo di Perugia,
Con rogito del 18 febbraio 1487, il borgo di Civitella spetterà poi a suo nipote Ruggero III: i lavori saranno continuati dai suoi discendenti e, in particolare, nei primi del Settecento, da Costantino V che trasformò la rocca in confortevole residenza signorile. Questi, assiduo viaggiatore in Europa, avviò nel borgo un'attività artigianale con un laboratorio per stampare le carte da gioco: vi era impresso lo stemma dei conti Ranieri, furono assai ricercate e rappresentarono una buona fonte economica per la contea.
L'arme dei Ranieri era così illustrata:
Le residenze della nobile famiglia, oltre alla rocca di Civitella, furono: il castello di Montegualandro, con titolo comitale, e il palazzo Ranieri di Sorbello, in piazza Piccinino a Perugia, ricco di opere d'arte, tra cui l'Annunciazione del Perugino, unica sua opera con questo soggetto.
Nel 1807, infine, Napoleone I abolì il feudalesimo e il reggente di Civitella Giovanni Antonio I dovette rinunciare agli antichi privilegi. Nel 1810 l'editto fu revocato e suo figlio Ruggero V rientrò nel rango che nel 1817 perderà definitivamente. Fu l'ultimo reggente e l'erede Giovanni Antonio II, sposando Altavilla Bourbon di Sorbello, inaugurerà la nuova linea dei Ranieri di Sorbello tuttora fiorente. L'antica contea fu assorbita dallo Stato della Chiesa e, da allora, entrò a far parte del territorio comunale di Umbertide.

## Conti reggenti di Civitella Ranieri (1078-1817)

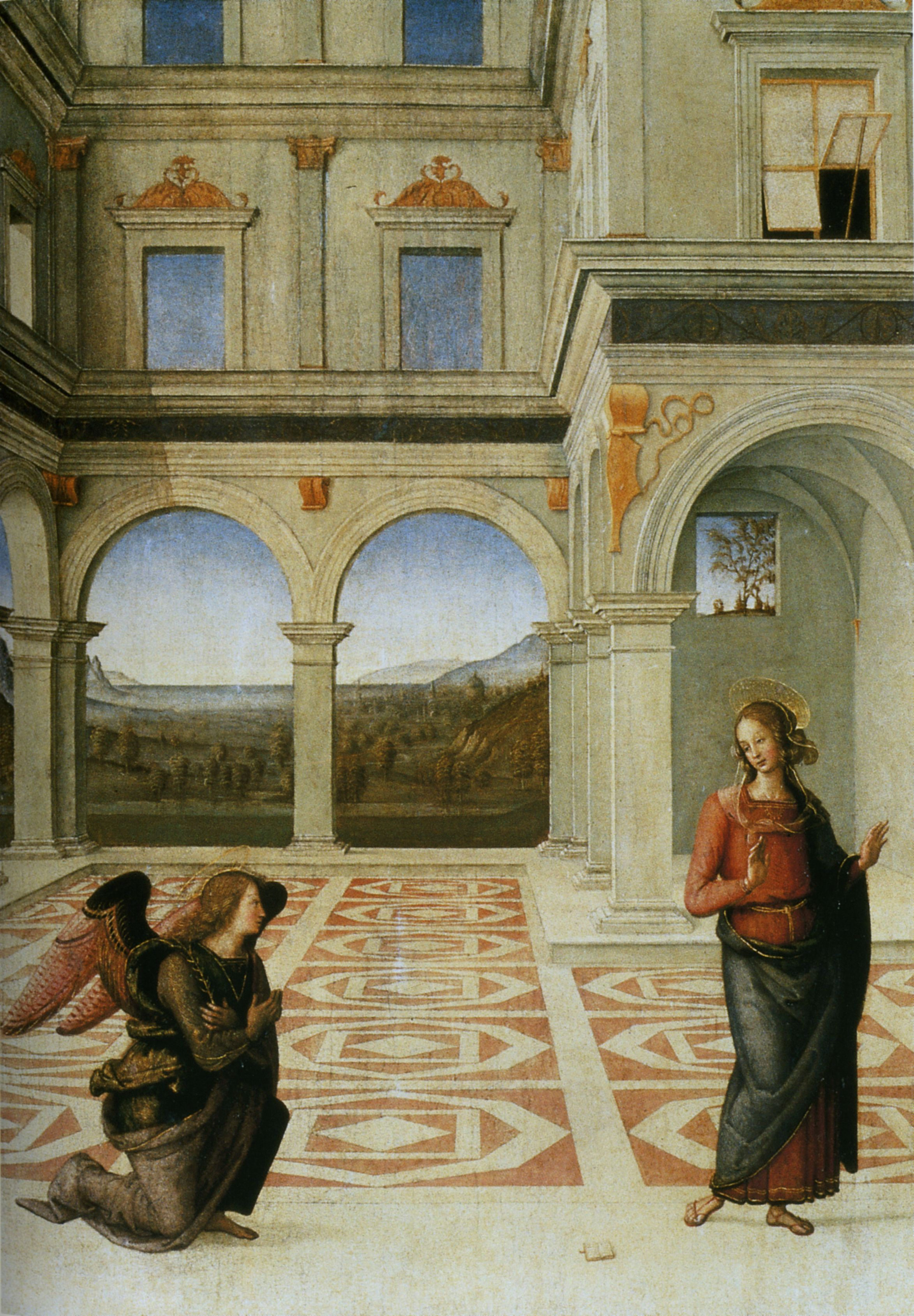
LAnnunciazione Ranieri del Perugino

## Conti reggenti di Civitella Ranieri (1078-1817)[7]
| N° | Titolo  | Nome               | Dal       | Al        | Consorte                                                 |
| 1  | Signore | Raniero I Ranieri  | 1078      |           | nipote di Uberto                                         |
| 2  | Signore | Ugo                |           |           |                                                          |
| 3  | Signore | Monaldo            |           |           |                                                          |
| 4  | Signore | Glotto             | 1200      |           |                                                          |
| 5  | Signore | Tancredi I         |           |           |                                                          |
| 6  | Signore | Senso              |           |           |                                                          |
| 7  | Signore | Tancredi II        |           |           | Aloisa degli Oddi                                        |
| 8  | Signore | Ruggero I          |           |           |                                                          |
| 9  | Signore | Costantino I       |           | 1361      |                                                          |
| 10 | Conte   | Ruggero II Cane    | 1407      | 1441      | Marzia Colonna, Altavilla Ubaldini                       |
| 11 | Conte   | Costantino II      | 1441      | 1460      | Pantasilea Farnese                                       |
| 12 | Conte   | Ruggero III        | 1460      | 1490      | Isabella Graziani                                        |
| 13 | Conte   | Raniero II         | 1490      | 1548      | Giulia Bentivoglio, Beatrice Vitelli, Teodorina Baglioni |
| 14 | Conte   | Ruggero IV         | 1548      | 1559      | Castora della Staffa                                     |
| 15 | Conte   | Costantino III     | 1559      | 1615      | Porzia da Varano                                         |
| 16 | Conte   | Tancredi III       | 1615      | 1645      | Eleonora degli Oddi                                      |
| 17 | Conte   | Costantino IV      | 1645      | 1679      | Zenobia Signorelli                                       |
| 18 | Conte   | Costantino V       | 1679      | 1742      | Teresa Bigazzini                                         |
| 19 | Conte   | Curzio Ranieri     | 1742      | 1760      | Flerida Olivieri, Elena di Valvasone                     |
| 20 | Conte   | Giovanni Antonio I | 1760 1807 | 1807 1811 | Francesca Gondi                                          |
| 21 | Conte   | Ruggero V          | 1811      | 1817      | Marianna Gavotti                                         |